# Cuetu de la Mina
La cova del Cuetu de la Mina està situada a la localitat de Bricia pertanyent a la  parròquia de Posada de Llanes, al municipi  asturià de Llanes (Espanya).
En les excavacions efectuades al jaciment s'han trobat diferents objectes prehistòrics.
Les pintures existents en la cova representen uns traços profunds no figuratius.
Està declarada Bé d'interès cultural.